# مجدي السباعي
مجدي السباعي فنان وممثل مصري، قام بالاشتراك بالتمثيل في عدد من الأعمال الفنية، ومنها: فيلم القرموطي في أرض النار. شارك في أكثر من 40 مسلسل وفيلم

## أعماله

### المسلسلات
- صوت وصورة - 2023 بدور (ممدوح أبو زيد - والد رضوي)

- الاختيار 3: القرار، بدور (شعبان) 2022

- الضاحك الباكي بدور (بشكاتب - البنك الزراعى) 2022

- إلا أنا ج2 بدور (الحاج (حكايه حلم حياتي)) 2021
- لعبة نيوتن بدور (عبدالرحمن) 2021
- نجيب زاهي زركش بدور حليمو 2021
- ولاد ناس بدور سيد التميمي 2021

- إلا أنا 2020

- هذا هو الإسلام بدور 2019 (صوت)
- جدو نحنوح بدور الكينج 2018

- صدق رسول الله (الإمام البخاري) 2018

- القرموطي في أرض النار (الشيخ منعم) 2017 - فيلم

- هذا المساء بدور (جمال بدوي (والد سمير)) 2017
- تحت السيطرة بدور مصطفى 2015
- راجل وست ستات ج9 - 2015 بدور (ابو حسين)
- الفوريجي 2010
- لعبة كل يوم 1999

- خشوع 1992

### الافلام
- إسماعيلية رايح جاي بدور (مراقب الامتحان) 1997

- المراكبي 1995
- قط وفار بدور ضابط بالداخلية 2015
- حماتي بتحبني بدور سكرتير د. رأفت 2014
- نظرية عمتي نظرية عمتي الصيدلي 2013
- الخروج (الخروج من القاهرة) 2011
- الشوق 2011
- الزمهلوية 2008
- بلطية العايمة بدور (سكرتير المحافظ) 2008
- شعبان الفارس بدور مخيمر 2008 -
- خليج نعمة 2007

- ٩٠ دقيقة 2006

- غاوي حب 2005
- معلش إحنا بنتبهدل 2005 -بدور عم سباعي الكفيف
- كيمو وأنتيمو 2004 - بدور (منتج الكاسيت)
- معالي الوزير بدور متردوتيل مطعم السمك 2002
- هو في إيه! بدور راكب الطائرة 2002

- إحنا أصحاب المطار بدور ناضورجي ٤ - 2001
- الرجل الأبيض المتوسط بدور أمن الشركة 2001
- رحلة حب 2001
- ولا في النية أبقى 1999

### المسرح
- نقول إيه؟! بدور السلطا 1991
- حودة كرامة 1998
- ربنا يخلى جمعة 2004
- فتافيت الماس 1999